# Heath Springs
Heath Springs est une ville située dans le comté de Lancaster, dans l’État de Caroline du Sud, aux États-Unis. Lors du recensement de 2020, elle comptait 742 habitants.